# Мокрушино (Смоленская область)
Мокрушино — деревня в Смоленском районе Смоленской области России. Входит в состав Волоковского сельского поселения. Население — 8 жителей (2007 год). 
Расположена в западной части области в 28 км к северо-западу от Смоленска, в 12 км севернее автодороги М1 «Беларусь». В 13 км южнее деревни расположена железнодорожная станция О.п. 416-й км на линии Смоленск — Витебск. 

## История
В годы Великой Отечественной войны деревня была оккупирована гитлеровскими войсками в июле 1941 года, освобождена в сентябре 1943 года. 